# San Marino a 2012. évi nyári olimpiai játékokon
San Marino a nagy-britanniai Londonban megrendezett 2012. évi nyári olimpiai játékok egyik részt vevő nemzete volt. Az országot az olimpián 4 sportágban 4 sportoló képviselte, akik érmet nem szereztek.

## Atlétika
Női
| Versenyző        | Versenyszám | Selejtező | Selejtező | Selejtező | Előfutam | Előfutam | Előfutam | Elődöntő | Elődöntő | Elődöntő | Döntő   | Döntő    |
| Versenyző        | Versenyszám | Idő       | Hely.     | Össz.     | Idő      | Hely.    | Össz.    | Idő      | Hely.    | Össz.    | Idő     | Helyezés |
| ---------------- | ----------- | --------- | --------- | --------- | -------- | -------- | -------- | -------- | -------- | -------- | ------- | -------- |
| Martina Pretelli | 100 m       | 12,41     | 3.        | 12.       | kiesett  | kiesett  | kiesett  | kiesett  | kiesett  | kiesett  | kiesett | kiesett  |

## Íjászat
Férfi
| Versenyző       | Versenyszám | Selejtező | Selejtező | 64-es főtábla                | 32-es főtábla     | Nyolcaddöntő      | Negyeddöntő       | Elődöntő          | Döntő             | Helyezés |
| Versenyző       | Versenyszám | Pont      | Kiemelés  | Ellenfél Eredmény            | Ellenfél Eredmény | Ellenfél Eredmény | Ellenfél Eredmény | Ellenfél Eredmény | Ellenfél Eredmény | Helyezés |
| --------------- | ----------- | --------- | --------- | ---------------------------- | ----------------- | ----------------- | ----------------- | ----------------- | ----------------- | -------- |
| Emmanuele Guidi | Egyéni      | 589       | 64.       | Im Donghjon (KOR) (1.) · 0-6 | kiesett           | kiesett           | kiesett           | kiesett           | kiesett           | 33.      |

## Sportlövészet
Női
| Versenyző          | Versenyszám | Selejtező | Selejtező | Döntő | Döntő    |
| Versenyző          | Versenyszám | Pont      | Helyezés  | Pont  | Helyezés |
| ------------------ | ----------- | --------- | --------- | ----- | -------- |
| Alessandra Perilli | Trap        | 71        | 5.        | 93    | 4.       |

## Úszás
Női
| Versenyző   | Versenyszám | Előfutam | Előfutam | Előfutam | Elődöntő | Elődöntő | Elődöntő | Döntő   | Döntő    |
| Versenyző   | Versenyszám | Idő      | Hely.    | Össz.    | Idő      | Hely.    | Össz.    | Idő     | Helyezés |
| ----------- | ----------- | -------- | -------- | -------- | -------- | -------- | -------- | ------- | -------- |
| Clelia Tini | 100 m gyors | 58,29    | 8.       | 38.      | kiesett  | kiesett  | kiesett  | kiesett | kiesett  |